# Wohnstadt Carl Legien

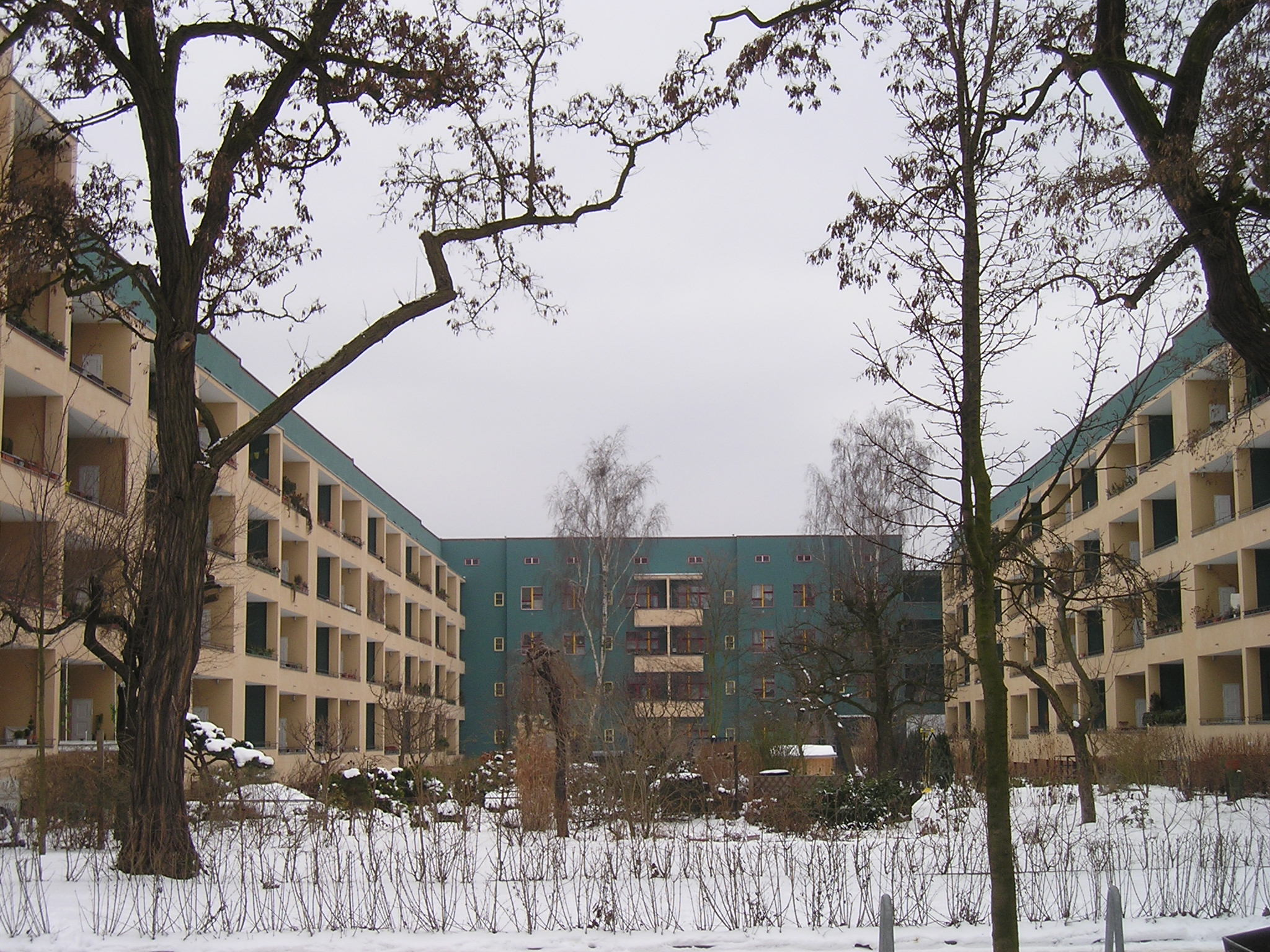
Veduta di una delle corti

La Wohnstadt Carl Legien (lett. "città residenziale Carl Legien") è un complesso residenziale di Berlino. Si trova nel quartiere (Ortsteil) di Prenzlauer Berg, all'esterno dell'anello ferroviario (Ringbahn).
Assieme ad altri cinque complessi residenziali di Berlino edificati nel periodo della Repubblica di Weimar (tra il 1910 ed il 1933) fa oggi parte del patrimonio mondiale UNESCO.

## Storia
Dopo la crisi edilizia negli anni immediatamente successivi alla prima guerra mondiale, la Repubblica di Weimar istituì un ampio piano di edilizia residenziale che portò alla costruzione, a Berlino, di numerosi nuovi insediamenti, nel quartiere di Prenzlauer Berg, insieme alla Wohnstadt Carl Legien venne costruito anche l'insediamento GEHAG. L'elevato costo dei terreni impose una densità maggiore rispetto ad altri quartieri contemporanei più periferici (Onkel-Toms-Hütte, Hufeisensiedlung), furono pertanto progettati edifici da quattro o cinque piani. Vennero edificati solo due terzi del totale degli edifici progettati, la crisi del 1929 provocò infatti l'abbandono delle costruzioni. Il quartiere fu progettato nel 1925 e realizzato nel 1929-30 dagli architetti Bruno Taut e Franz Hillinger, il progetto si ispirò a quello del quartiere residenziale di Tusschendijken di Rotterdam, progettato da Jacobus Johannes Pieter Oud con il quale Taut ebbe numerosi contatti
Durante il regime nazionalsocialista la Wohnstadt, dedicata al socialdemocratico Carl Legien, fu ribattezzata Flandernsiedlung ("quartiere fiammingo"), a ricordare le battaglie sostenute dall'esercito tedesco nelle Fiandre durante la prima guerra mondiale. Dopo un periodo di degrado successivo alla seconda guerra mondiale (durante la quale fu parzialmente danneggiata), la Wohnstadt fu restaurata una prima volta dal governo della Repubblica Democratica Tedesca, e una seconda dopo la riunificazione.

## Caratteristiche
Centro del quartiere è la Erich-Weinert-Straße; gli edifici sono organizzati intorno a lunghe corti (probabilmente ispirate al quartiere Tusschendyk di Rotterdam, opera dell'arch.J.J.P. Oud). In tal modo, il verde privato delle corti si lega con il verde pubblico della strada. Una delle corti fu successivamente chiusa da un corpo basso per negozi. Il quartiere fu diviso in tre lotti: il primo, a sud della Erich-Weinert-Straße; il secondo, a nord della stessa; il terzo (mai realizzato), ancora più a nord, fino a Ostseetraße.

## Galleria d'immagini

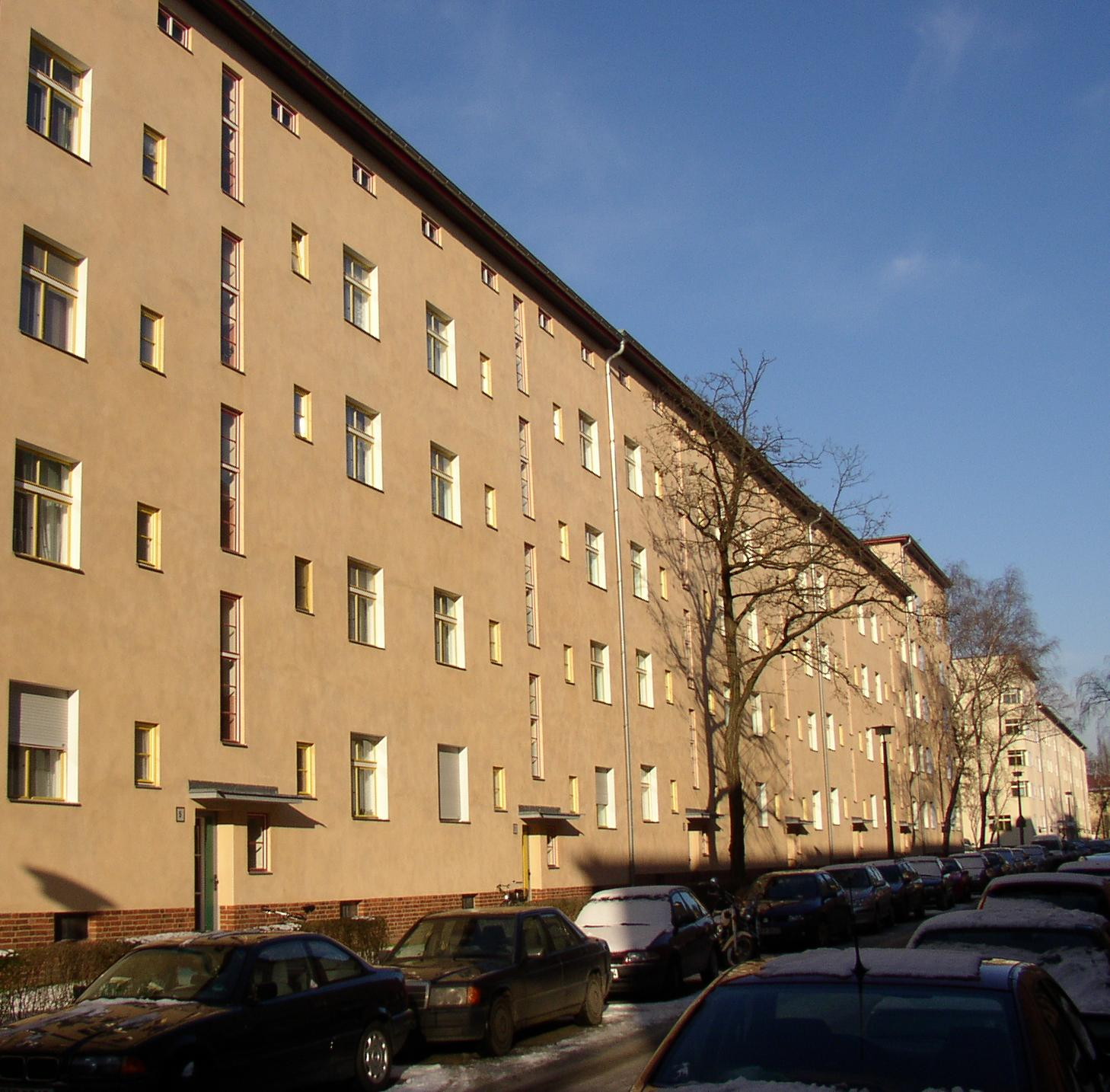
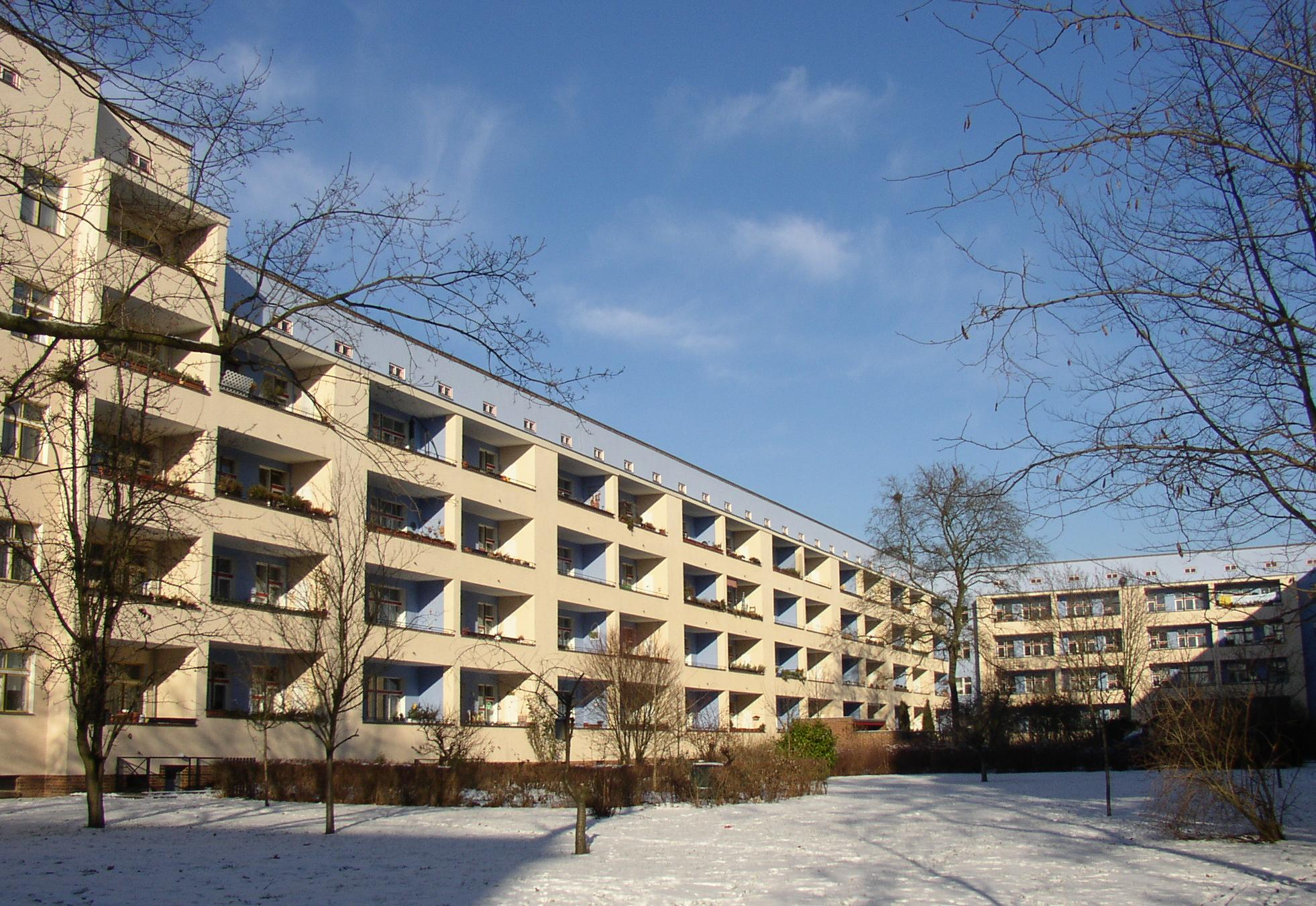
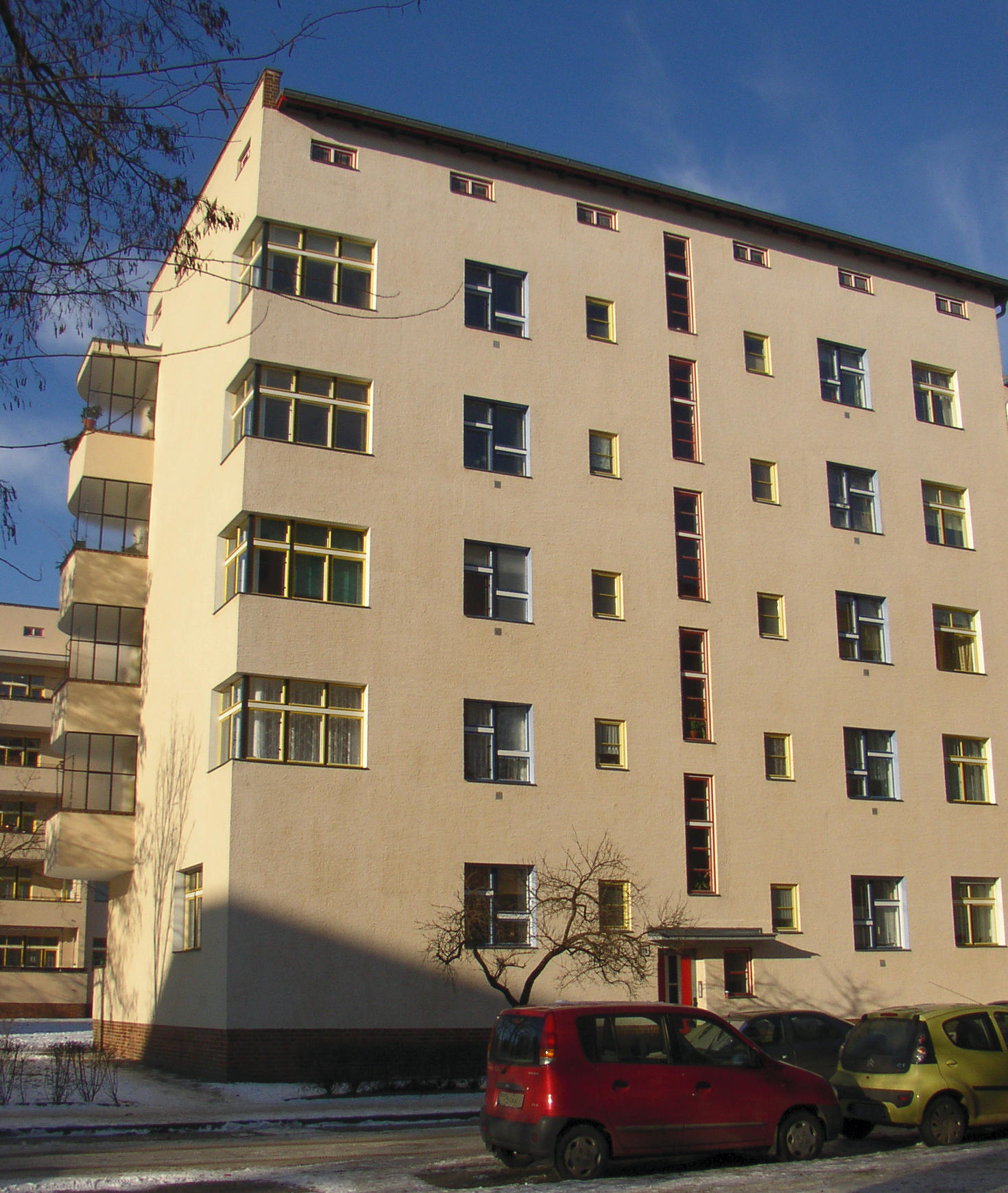
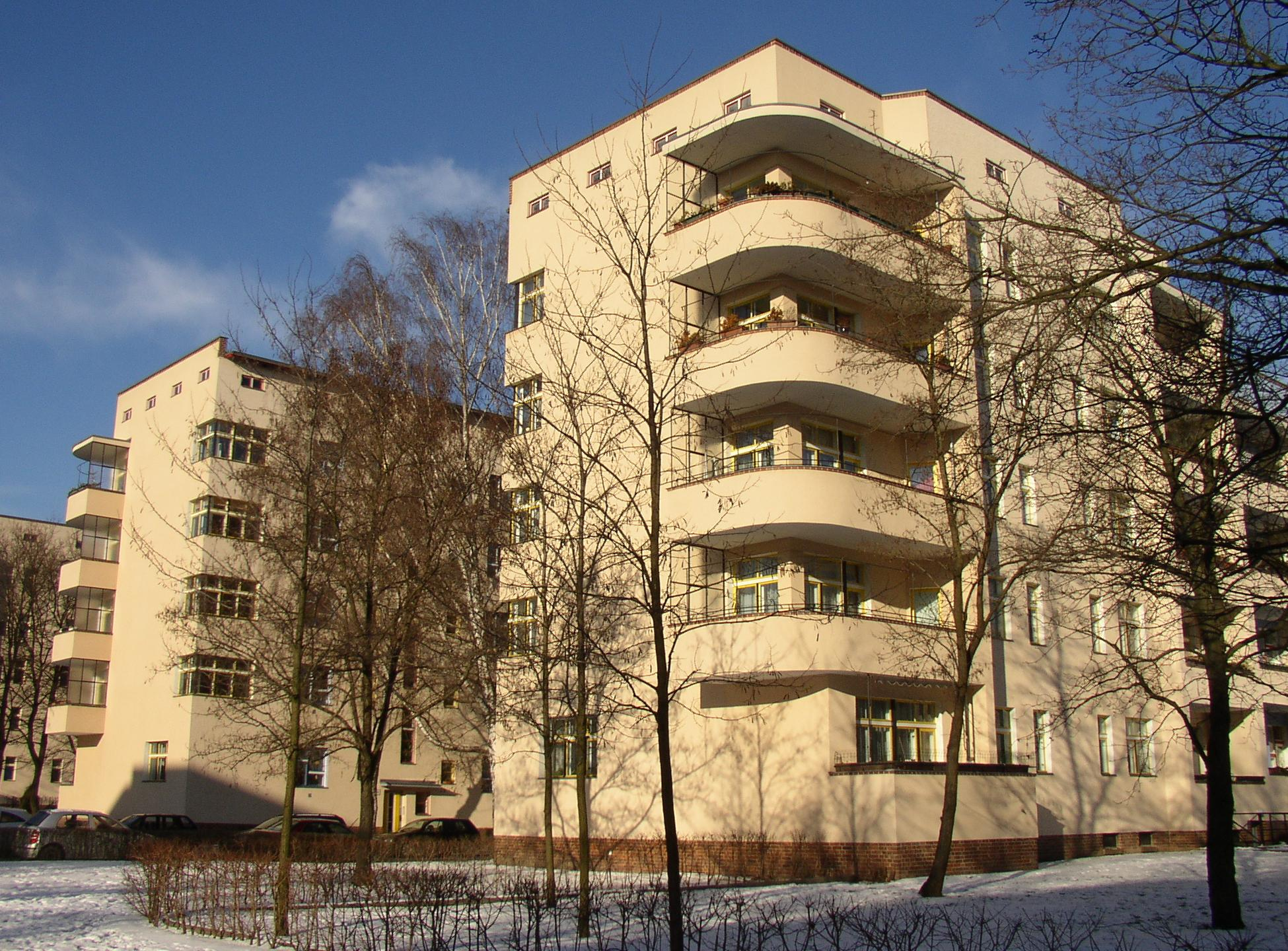
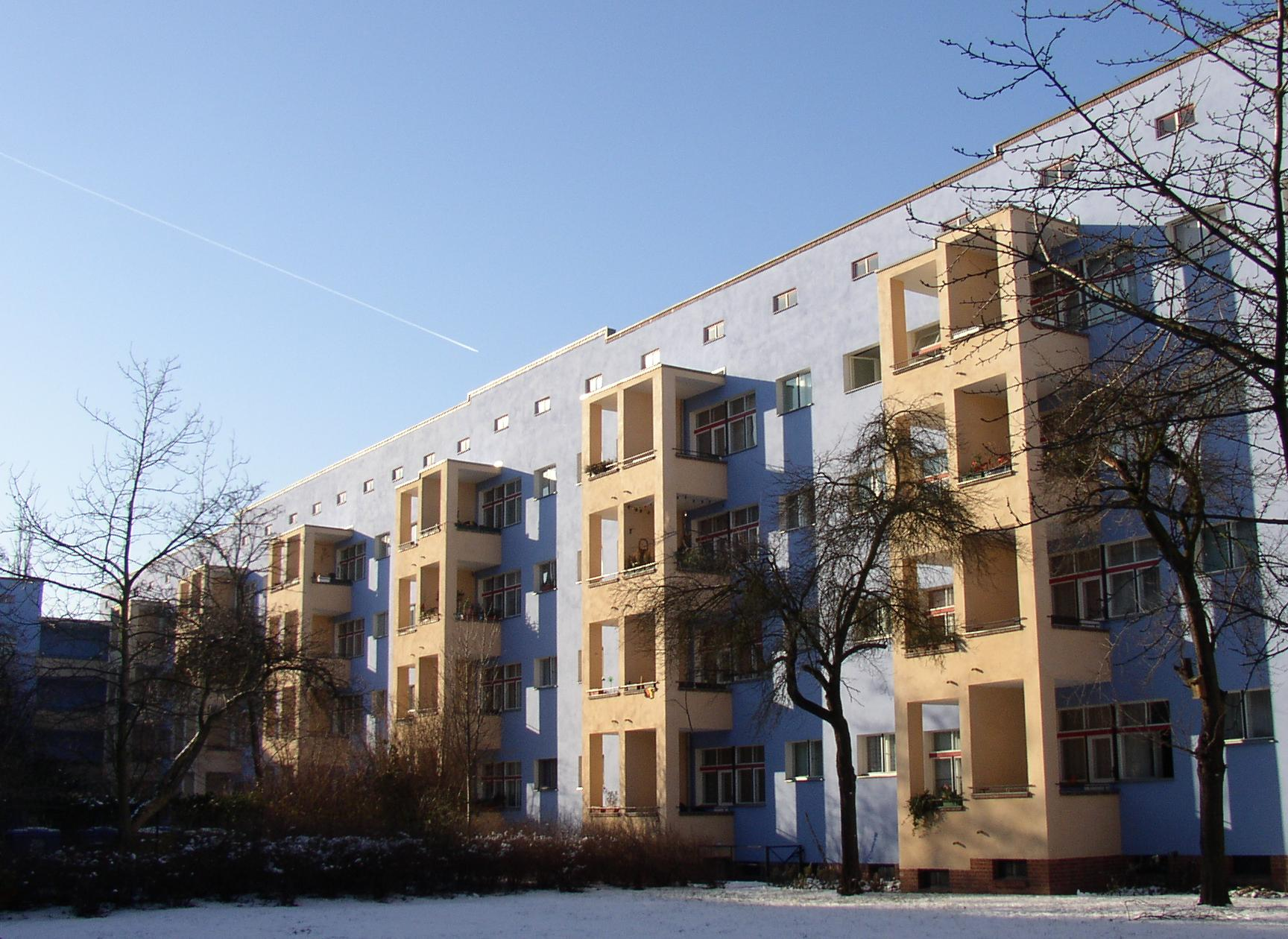